# Merluccius gayi
A merluza (Merluccius gayi) é uma espécie de peixe que chega a medir até 60 cm de comprimento. Tais animais possuem o corpo acinzentado, com a cabeça robusta e achatada, e nadadeiras peitorais bastante desenvolvidas.